# Horneophyton lignieri
Horneophyton lignieri ist eine fossile Pflanzenart, die 1920 aus dem Rhynie Chert in der schottischen Grafschaft Aberdeenshire erstmals beschrieben wurde. Sie bildet alleine die Gattung Horneophyton. Sie besitzt keine echten Gefäße. Ihre Sporangien sind verzweigt.

## Merkmale

### Sporophyt
Das Rhizom ist relativ groß, gelappt bis knollig und parenchymatisch. Es trägt zahlreiche, einzellige Rhizoide.
Die Achsen sind bis 20 Zentimeter hoch und verzweigen sich gabelig (dichotom). Sie stehen nicht in einer Ebene (planar). Sie bilden kleine vielzellige Auswüchse. Die Achse ist eine Protostele. Die wasserleitenden Elemente besitzen keine eindeutigen Verdickungen, die sie eindeutig als Tracheiden identifizieren würden. Die leitenden Zellen im Zentrum sind schmaler als die äußeren. Um dieses Zentralstrang liegt ein Ring von dünnwandigen Zellen, weiter außen eine Rindenzone. Die Epidermis besteht aus länglichen Zellen und besitzt eine gut ausgeprägte Cuticula. Die Spaltöffnungen stehen an der Spitze der kleinen Auswüchse, sowohl an der Achse wie an den Sporangien.
Die Sporangien stehen endständig (terminal) an den Achsen. Sie sind zylindrisch, kaum von der Achse unterscheidbar. Sie besitzen innen eine zentrale sterile Achse (Columella). Die Sporangien verzweigen sich zwei- oder dreimal nichtplanar, wobei das sporogene Gewebe durchgehend ist. Die Sporangien öffneten sich wahrscheinlich mit einem apikalen Schlitz. Die Mikrosporen sind 39 bis 71 Mikrometer groß, trilet (mit dreistrahliger Narbe), rundlich und apiculat.

### Gametophyt
Langiophyton mackiei wurde als wahrscheinlicher weiblicher Gametophyt von Horneophyton identifiziert. Er wuchs wahrscheinlich autotroph oberirdisch. Die Achse endet in einer schildförmigen Struktur von 10 Millimeter Durchmesser, auf der rund 30 kurze, archegonien-tragende Achsen sitzen. Die Archegonien besitzen eine eingesenkte Eikammer und einen massiven Archegonienhals.  Die Verbindung zu Horneophyton beruht auf gleichen Strukturen der Leitzellen, der Epidermis und der Spaltöffnungen. Das Leitgewebe verzweigt sich im apikalen Schild, wobei je ein Leitbündel in eine archegonien-tragende Achse zieht.

## Ökologie
Horneophyton wuchs auf sandigen Böden, die reich an organischem Material waren. Häufig wuchsen sie einzeln, meist auf feuchten bis nassen Standorten.

## Systematische Stellung
Horneophyton wurde von Harlan P. Banks zu den Rhyniophyten gestellt. Kladistische Untersuchungen haben jedoch gezeigt, dass sie aufgrund des Fehlens von eindeutigen Tracheiden nicht zu den Gefäßpflanzen und damit auch nicht zu den Rhyniophyten gehört. Paul Kenrick und Peter R. Crane haben die Gattung daher zusammen mit Caia und Tortilicaulis, die ebenfalls verzweigte Sporangien besitzen, in eine eigene Gruppe Horneophytopsida gestellt. Diese Gruppe ist die Schwestergruppe der Klade (Aglaophyton + Gefäßpflanzen).

## Botanische Geschichte
Horneophyton wurde 1920 von Robert Kidston und W. H. Lang in ihrer Publikationsserie zu den Fossilien aus dem Rhynie Chert als Hornea beschrieben, musste jedoch 1938 von Barghoorn und Darrah umbenannt werden, da Hornea bereits vergeben war. 1991 wurde der weibliche Gametophyt von Remy und Hass beschrieben.

## Belege
- Paul Kenrick, Peter R. Crane: The Origin and Early Diversification of Land Plants. A Cladistic Study. Smithsonian Institution Press, Washington D.C. 1997, S. 319f. ISBN 1-56098-729-4
- Thomas N. Taylor, Edith L. Taylor: The Biology and Evolution of Fossil Plants. Prentice Hall, Englewood Cliffs 1993, S. 199f. ISBN 0-13-651589-4